# 造幕山駅
造幕山駅（チョマクサンえき、조막산역）は朝鮮民主主義人民共和国咸鏡北道明澗郡に位置する朝鮮民主主義人民共和国鉄道省平羅線の駅である。

## 歴史
- 1926年12月1日：開業[1]。